# Fischertechnik
fischertechnik (укр. фішертехнік) — конструктор для розвитку та навчання дітей, підлітків, студентів. Конструктор був розроблений німецьким професором Артуром Фішером у 1967 році. 
Конструктори fischertechnik часто використовуються для демонстрації принципів роботи механізмів і машин в середніх, спеціальних та вищих навчальних закладах, а також для моделювання виробничих процесів і презентаційних цілей.
Основу конструктора складають блоки оригінальної форми, які за допомогою з'єднання "ластівчин хвіст" можуть кріпитися один до одного будь-якою з шести поверхонь.

## Серії
- Junior — конструктори з червоною смугою для дітей від 5 років
- Basic та Advanced — конструктори з синьою смугою для дітей від 7 років
- Profi — конструктори з чорною смугою для дітей від 9 років - серія знайомить з основами електроніки, механіки, статики, пневматики, а також з принципами відновлюваної енергетики
- Computing — конструктори з сірою смугою для дітей від 10 років з контролерами, що програмуються
- Plus — додаткові набори